# Sabar Bonda
Kaktusfrüchte (Originaltitel Sabar Bonda, internationaler englischsprachiger Titel Cactus Pears) ist ein Filmdrama und das Spielfilmdebüt von Rohan Kanawade. Der Film feierte Ende Januar 2025 beim Sundance Film Festival seine Premiere, wo er als bester ausländischer Spielfilm mit dem Großen Preis der Jury ausgezeichnet wurde.

## Handlung
Anand, ein Stadtbewohner in seinen Dreißigern, verbringt nach dem Tod seines Vaters eine zehntägige Trauerzeit in seinem Heimatdorf in Maharashtra in der rauen Landschaft Westindiens. Zwischen ihm und dem Bauern Balya entwickelt sich eine zarte Romanze.

## Produktion

### Regie und Drehbuch

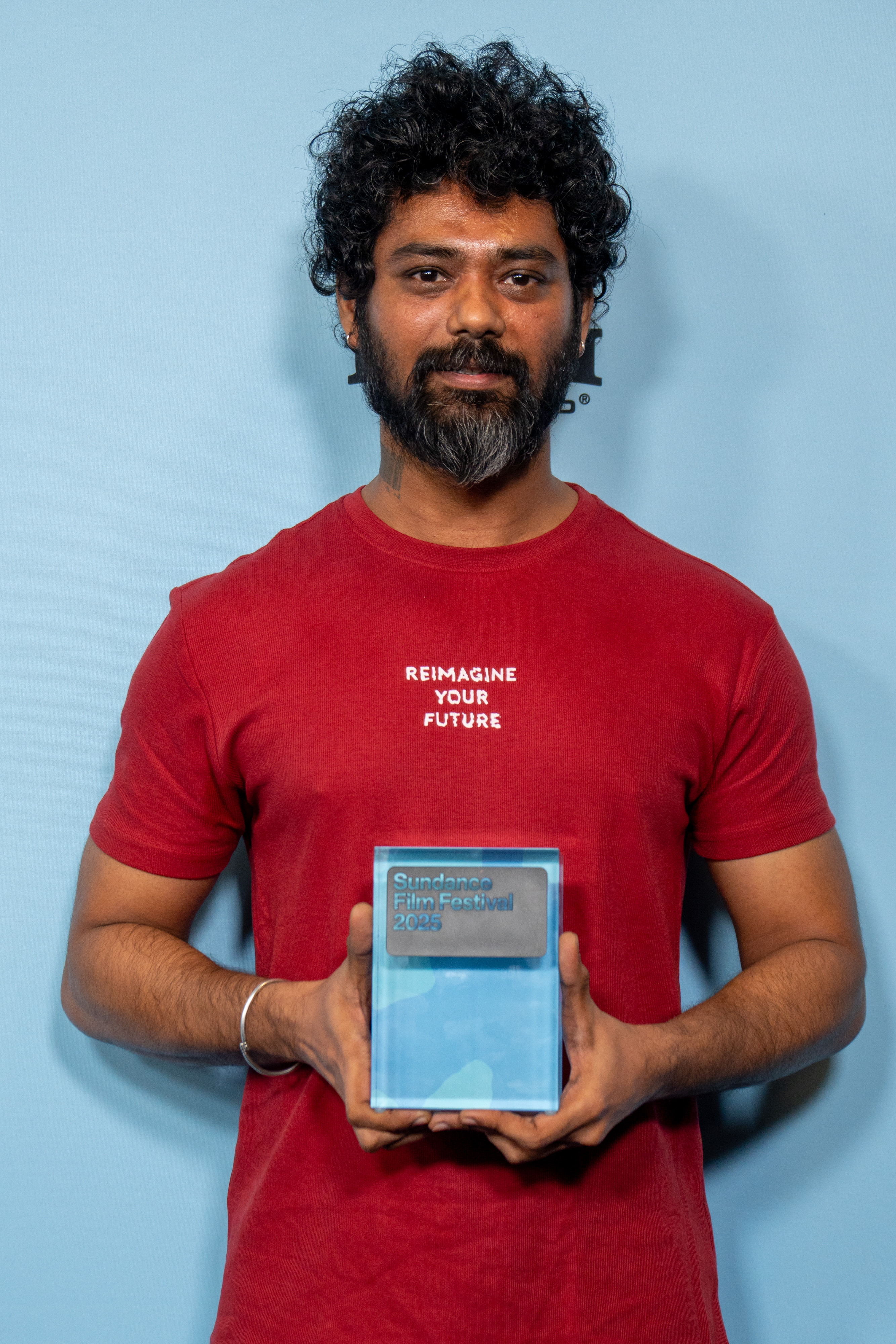
Regisseur und Drehbuchautor Rohan Parashuram Kanawade

Regie führte Rohan Parashuram Kanawade, der auch das Drehbuch schrieb. Es handelt sich bei Sabar Bonda um das Spielfilmdebüt des Inders. Die im Film erzählte Geschichte ist von seinem eigenen Outing und dem Tod seines Vaters inspiriert. Dieser starb im Jahr 2016. Kanawade hatte es ein Jahrzehnt lang vermieden, über den Sommer in sein Heimatdorf zu gehen, weil alle mit ihm über eine Hochzeit sprechen wollten. Im Jahr 2013 outete er sich gegenüber seinem Vater, was dieser ohne Streitigkeiten akzeptierte. Die im Film beschriebene Romanze hingegen gab es nicht. Der Regisseur ist seit 2014 mit seinem Partner zusammen, der ihn nicht zu den Trauerfeierlichkeiten in sein Heimatdorf begleiten konnte. In dieser Situation sei ihm der Gedanke gekommen, was wäre, wenn er hier einen „Freund“ hätte.

### Veröffentlichung
Die Weltpremiere des Films fand am 26. Januar 2025 beim Sundance Film Festival statt. Noch im gleichen Monat erfolgten Vorstellungen beim Göteborg Film Festival. Im Februar 2025 wurde der Film beim European Film Market vorgestellt. Im April 2025 wurde Cactus Pears in der Reihe New Directors / New Films, einem gemeinsamen Filmfestival des New Yorker Museum of Modern Art und der Film Society of Lincoln Center, gezeigt. Mitte, Ende April 2025 wurde er beim San Francisco International Film Festival vorgestellt und im Juni 2025 beim Festival Internacional de Cine en Guadalajara. Im Juli 2025 wird er bei Nowe Horyzonty gezeigt.

## Rezeption

### Kritiken
Von den bei Rotten Tomatoes aufgeführten Kritiken sind alle positiv bei einer durchschnittlichen Bewertung mit 7,4 von 10 möglichen Punkten.

### Auszeichnungen
Buenos Aires Internationales Festival des Independent-Films 2025
- Nominierung als Bester Film im Internationalen Wettbewerb (Rohan Kanawade)[8]

Festival Internacional de Cine en Guadalajara 2025
- Auszeichnung als Bester Film mit dem Maguey Award[9]

Göteborg Film Festival 2025
- Nominierung als Bester Debütfilm für den Ingmar Bergman Award (Rohan Kanawade)

Las Palmas de Gran Canaria International Film Festival 2025
- Nominierung im Offiziellen Wettbewerb[10]

San Francisco International Film Festival 2025
- Nominierung Narrative Feature

Sundance Film Festival 2025
- Auszeichnung als Bester ausländischer Spielfilm mit dem Großen Preis der Jury (Rohan Kanawade)

Sunny Bunny Queer Festival 2025
- Nominierung im Internationalen Spielfilm-Wettbewerb[11]